# Jordan Thomas
Jordan Malik Thomas (Hattiesburg, 2 agosto 1996) è un giocatore di football americano statunitense che milita nel ruolo di tight end per gli Atlanta Falcons della National Football League (NFL).

## Carriera

### Houston Texans
Al college Thomas giocò a football con i Mississippi State Bulldogs. Fu scelto nel corso del sesto giro (211º assoluto) del Draft NFL 2018 dagli Houston Texans. Nella prima partita stagionale contro i New England Patriots fece il suo debutto ricevendo un passaggio da 27 yard dal quarterback Deshaun Watson. Il 25 ottobre segnò i primi due touchdown nella gara del giovedì contro i Miami Dolphins. La sua stagione da rookie si chiuse con 20 ricezioni per 215 yard e 4 touchdown disputando tutte le 16 partite, di cui 10 come titolare.

### Arizona Cardinals
L'8 settembre 2020 Thomas firmò con la squadra di allenamento degli Arizona Cardinals.

## Palmarès
- Campione UFL: 1

Birmingham Stallions: 2024